# Матица сербо-лужицкая

Эмблема Матицы сербо-лужицкой

Матица сербо-лужицкая, в буквальной транскрипции с лужицких языков — Матица сербская (н.-луж. Maśica Serbska, в.-луж. Maćica Serbska) — лужицкое литературно-научное и культурно-просветительское общество. Целью общества является развитие, сохранение и распространение знаний о лужицких сербах и их культуре. Старейшая культурно-общественная организация лужичан, действующая с 1847 года.

## История
Матица сербская основана в 1847 году в городе Будишин как клуб развития лужицкой литературы и центр развития лужицкой науки. Среди организаторов общества были лужицкие писатели Андрий Зейлер, Ян Арношт Смолер и педагог Корла Ян Смолер. В первый период своей истории члены Матицы сербской занимались в основном лингвистическими вопросами, изучением лужицкой истории, литературы, фольклора и демографии. С 1847 года по 1937 год организация издавала собственный печатный орган «Časopis Maćicy Serbskeje», который выходил один раз в год.
На волне революционных движений в Восточной Пруссии члены Матицы сербской в 1848 году обратились в саксонский суд с требованием придать лужицким языкам равные права наряду с немецким языком при преподавании в системе школьного образования и представления этих языков в местных органах власти.
Во второй половине XIX века Матица сербская сыграла важную роль в создании и унификации единой лужицкой письменности. В 1880 году в городе Котбус было основано нижнелужицкое отделение Матицы сербской. Во второй половине XIX века максимальная численность организации составляла 191 человек. В 1905 году в организацию входило 206 членов. В этом году организация состояла из 108 первичных отделений, 6 округов, 5 городских и 3 самостоятельных отделений. 
В 1904 году в Бауцене был открыт Сербский дом, который занимался сбором архивных материалов и формированием лужицкой библиотеки. Сербский дом также использовался для проведения различных собраний общества и культурных мероприятий. С 1929 года по 1932 год Матица сербская организовывала в начале августа ежегодные народные фестивали в городе Фечау. После прихода к власти нацистов в 1937 году деятельность Матицы сербской была полностью запрещена. В 1941 году была конфискована собственность организации. Сербский дом был полностью разрушен в 1945 году во время военных действий.
Деятельность общества была возобновлена сразу же после окончания Второй мировой войны. Члены общества занимались в основном лингвистическими и историческими вопросами. Позднее Матица сербская была лишена самостоятельности и присоединена к организации Домовина. В это время Матица сербская стала инициатором создания в 1951 году Сербского института.
В 1991 году Матица сербская вышла из состава Домовины.
В настоящее время Матица сербская организует различные конференции по лужицкой культуре и поддерживает деятельность лужицких общественных деятелей и активистов. В настоящее время Совет Матицы сербской состоит из 22 человек, проживающих в различных странах мира. Ежегодно собирается общее собрание в Бауцене в первую субботу после Пасхи.

## Председатели
- Бедрих Адольф Клин (1847—1855);
- Эрнст Рихтар (1856—1872);
- Ян Арношт Смолер (1872—1882);
- Михал Горник (1882—1894);
- Корла Август Калих (1894—1895);
- Юрий Лусчанский (1895—1905);
- Ян Павол Кшижан (1905—1923);
- Якуб Скаля (1923—1925);
- Арношт Герман (1925—1934);
- Бено Симанк (1934—1938);
- Густав Алвин Мерва (1938—1941);
- Якуб Вяцлавк (1946—1949);
- Герард Вирт (1990—1991);
- Мертин Вёлькель (1991—2007);
- Ян Малинк (2008—2016);
- Юрий Лущанский (2016—2020).
- Аня Погончова (с сентября 2020 года).